# Fijian Premier League 2012
La Fijian Premier League 2012 è la seconda lega calcistica nelle Isole Figi questa sarà la 19ª edizione. Vi partecipano tredici squadre divise in due gironi, basati sulle due isole principali della nazione ossia Viti Levu e Vanua Levu.I due gironi hanno rispettivamente nove e cinque squadre delle quali le prime due approderanno agli spareggi promozione nei quali incontreranno le altre due squadre per poi approdare nella finale play-off, infine la vincitrice della serie giocherà con l'ultima classificata della National Football League in uno spareggio per la promozione nella lega maggiore. Le gare si disputano il pomeriggio al sabato e alla domenica.

## Squadre partecipanti
| Club              | Città         |
| ----------------- | ------------- |
| Rakiraki          | Rakiraki      |
| Nalawa            | Vunikavikaloa |
| Vatokoula         | Vatukoula     |
| Tailevu North     | Korovou       |
| Levuka            | Levuka        |
| Lami              | Lami          |
| Nasinu            | Nasinu        |
| Tailevu/Naitasiri | Nasinu        |
| Bua               | Bua           |
| Dreketi           | Dreketi       |
| Seaqaqa           | Seaqaqa       |
| Nadogo            | Wainikoro     |
| Taveuni           | Taveuni       |

## Viti Levu Zone
|  |    | Premier League Viti Levu Zone 2012 | Pt | G | V | N | P | GF | GS | DR |
|  | -- | ---------------------------------- | -- | - | - | - | - | -- | -- | -- |
|  | 1. | Lami                               | 0  | 0 | 0 | 0 | 0 | 0  | 0  | 0  |
|  | 2. | Levuka                             | 0  | 0 | 0 | 0 | 0 | 0  | 0  | 0  |
|  | 3. | Nalawa                             | 0  | 0 | 0 | 0 | 0 | 0  | 0  | 0  |
|  | 4. | Nasinu                             | 0  | 0 | 0 | 0 | 0 | 0  | 0  | 0  |
|  | 5. | Rakiraki                           | 0  | 0 | 0 | 0 | 0 | 0  | 0  | 0  |
|  | 6. | Vatokoula                          | 0  | 0 | 0 | 0 | 0 | 0  | 0  | 0  |
|  | 7. | Tailevu/Naitasiri                  | 0  | 0 | 0 | 0 | 0 | 0  | 0  | 0  |
|  | 8. | Tailevu North                      | 0  | 0 | 0 | 0 | 0 | 0  | 0  | 0  |

## Vanua Levu Zone
|  |    | Premier League Vanua Levu Zone 2012 | Pt | G | V | N | P | GF | GS | DR |
|  | -- | ----------------------------------- | -- | - | - | - | - | -- | -- | -- |
|  | 1. | Bua                                 | 0  | 0 | 0 | 0 | 0 | 0  | 0  | 0  |
|  | 2. | Dreketi                             | 0  | 0 | 0 | 0 | 0 | 0  | 0  | 0  |
|  | 3. | Nadogo                              | 0  | 0 | 0 | 0 | 0 | 0  | 0  | 0  |
|  | 4. | Seaqaqa                             | 0  | 0 | 0 | 0 | 0 | 0  | 0  | 0  |
|  | 5. | Taveuni                             | 0  | 0 | 0 | 0 | 0 | 0  | 0  | 0  |